# الأكاديمية الوطنية للتصميم
الأكاديمية الوطنية للتصميم (بالإنجليزية: National Academy of Design)‏ هي جمعية فخرية للفنانين الأمريكيين، تأسست في مدينة نيويورك عام 1825 على يد صمويل مورس وآشر براون دوراند وتوماس كول ومارتن إي تومسون وتشارلز كوشينغ رايت وإيثيل تاون وآخرين «للترويج للفنون الجميلة في أمريكا من خلال التعليم والمعرض». تقتصر العضوية في هذه الأكاديمية على 450 فنانًا ومعماريًا أمريكيًا يتم انتخابهم من قبل أقرانهم بناءً علی التميز المعترف به.

## التاريخ

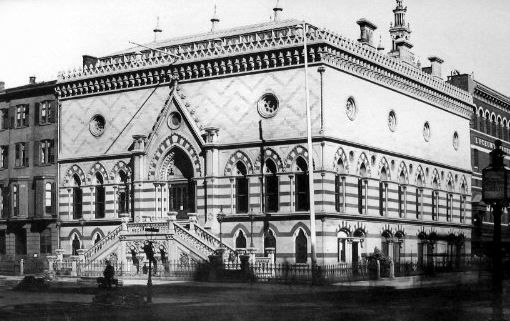
الأكاديمية الوطنية للتصميم، أحد المباني العديدة التي تم إحياءها على الطراز القوطي على غرار قصر دوجي في البندقية ، شوهد ق. 1863–1865. تم هدم هذا المبنى في عام 1901.

كان المؤسسون الأصليون للأكاديمية الوطنية للتصميم طلابًا في الأكاديمية الأمريكية للفنون الجميلة. ومع ذلك بحلول عام 1825 شعر طلاب الأكاديمية الأمريكية بنقص الدعم للتدريس من الأكاديمية التي يتألف مجلس إدارتها من التجار والمحامين والأطباء ومن رئيسها غير المتعاطف الرسام جون ترمبل.

## التنظيم والأنشطة

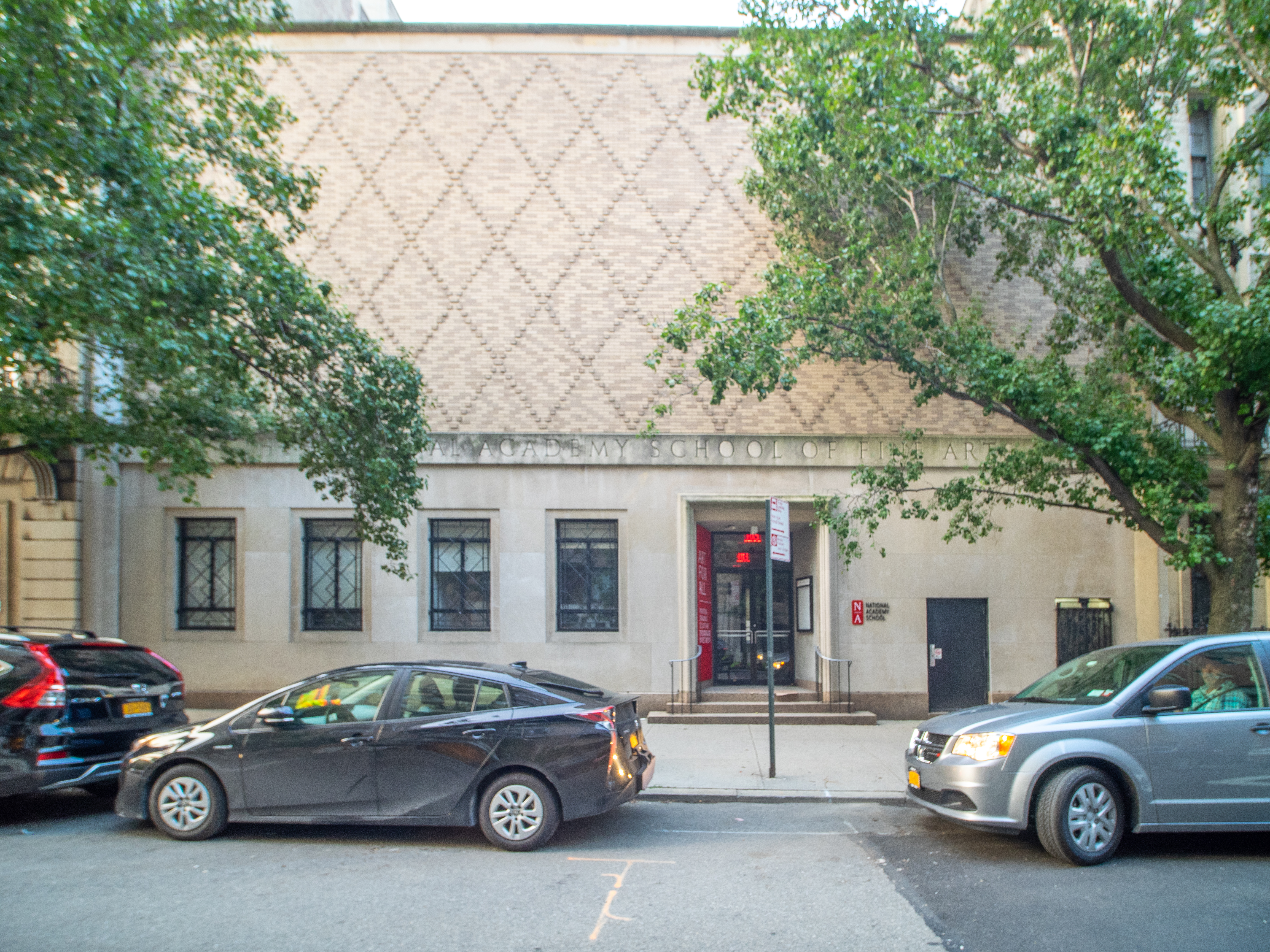
مدرسة الاكاديمية الوطنية للفنون الجميلة

الأكاديمية منظمة فخرية مهنية بها مدرسة ومتحف.
لا يمكن التقدم بطلب للحصول على العضوية والتي تقتصر منذ عام 1994، بعد العديد من التغييرات في الأرقام على 450 فنانًا ومعماريًا أمريكيًا. بدلاً من ذلك يتم انتخاب الأعضاء من قبل أقرانهم على أساس التميز المعترف به. يتم تحديد الأعضاء الكاملين في الأكاديمية الوطنية من قبل "NA" (الأكاديمي الوطني)، المنتسبون من قبل "ANA" 

## أعضاء بارزين

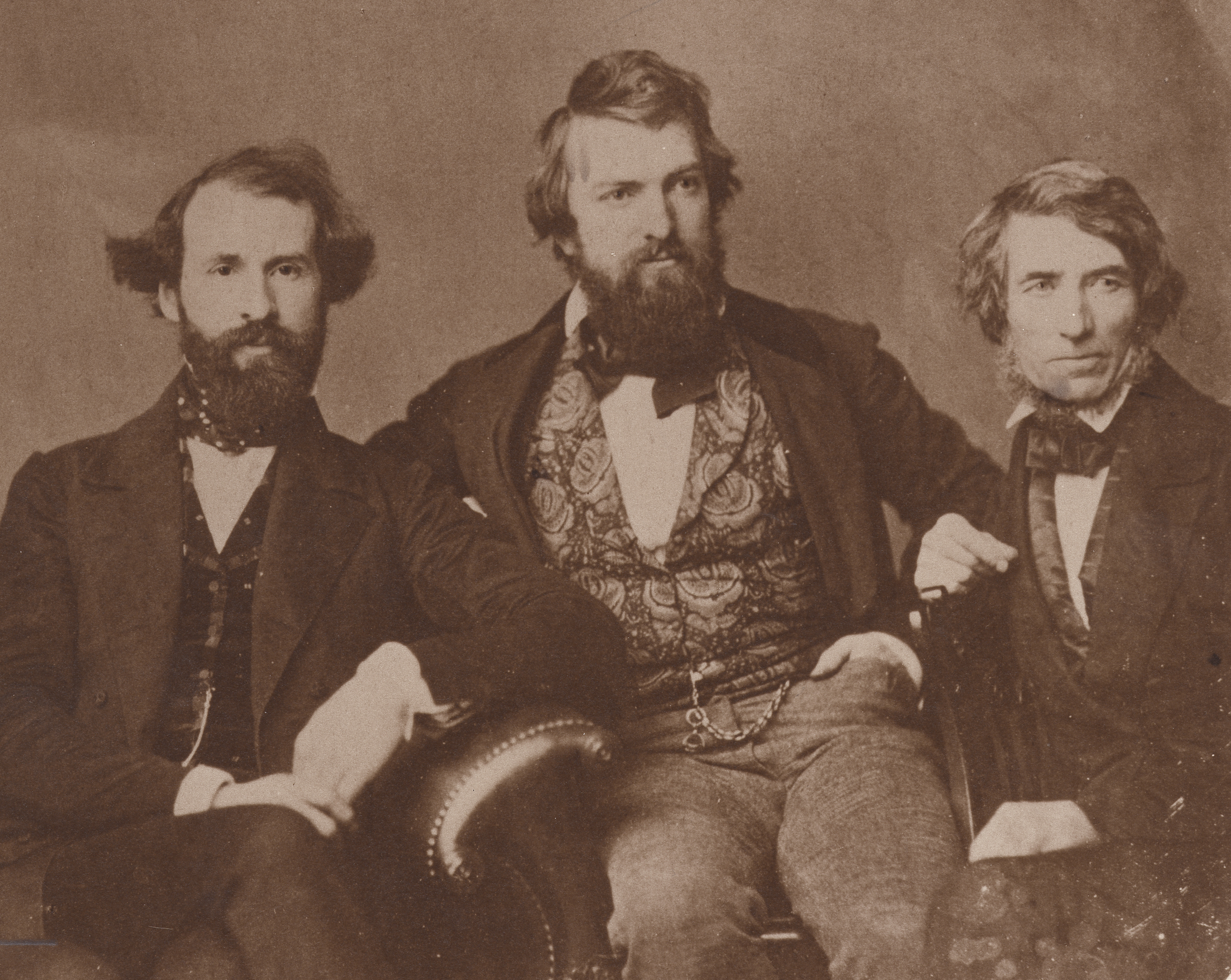
عدد قليل من الأعضاء في عام 1850 (من اليسار إلى اليمين): هنري كيرك براون ، وهنري بيترز جراي والعضو المؤسس آشر براون دوراند.

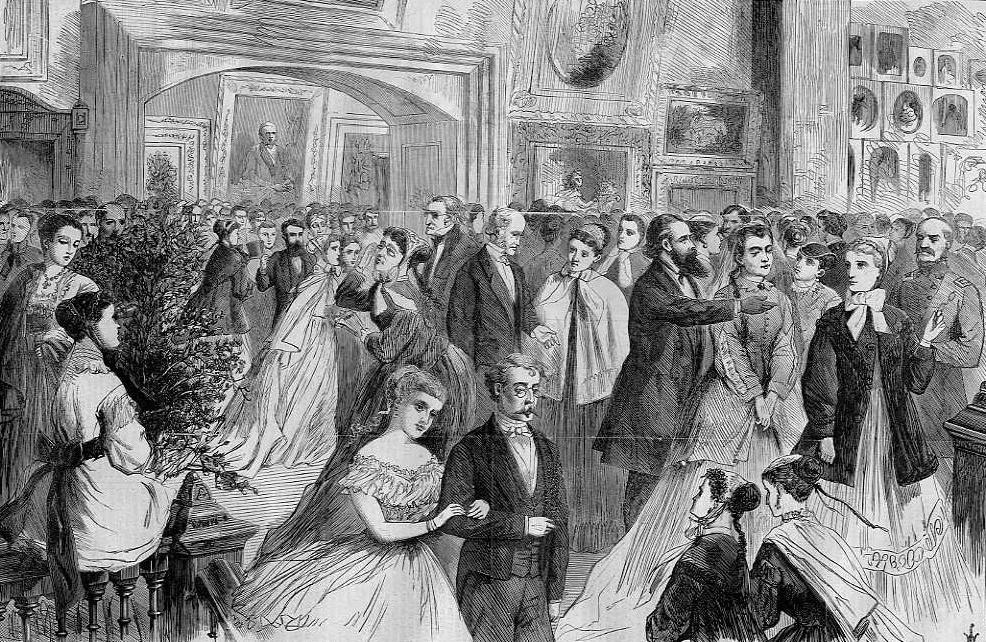
حفل استقبال سنوي في الأكاديمية الوطنية للتصميم ، نيويورك ، ١٨٦٨ ، نقش على الخشب من رسم تخطيطي لـ WSL Jewett.

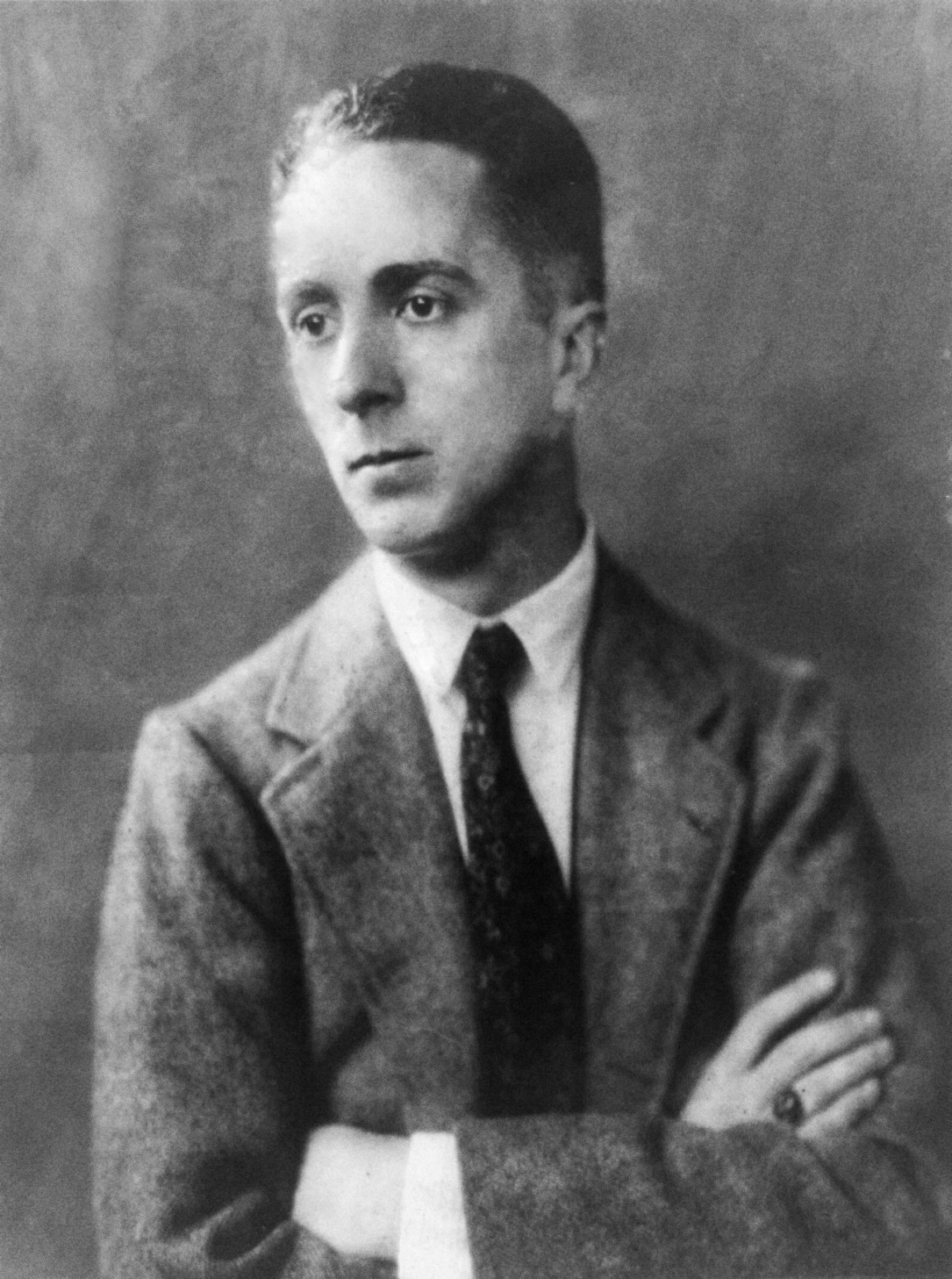
نورمان روكويل

- جيمس هنري بيرد
- ستانلي بوكسر
- ووكر أو. كين
- جون إف. كارلسون
- ويليام ميريت تشيس
- فريتز إدوين تشرتش
- تشاك كلوز

## وصلات خارجية
- الموقع الرسمي
- | ضبط استنادي | ضبط استنادي                                                                                                                                                                                                                                                                                                                                                                                       |
| ----------- | --- |
| دولية       | - الاسم المعياري الدولي (ISNI) - ملف الضبط الاستنادي الافتراضي الدَّولي (VIAF) |
| وطنية       | - الملف الاستنادي المتكامِل (GND) - 1 - 2 - مكتبة الكونغرس (LCNAF) - المكتبة الوطنية الفرنسية (BnF) - المكتبة القومية الأسترالية (NLA) - قاعدة البيانات الوطنية التشيكية (NLCR AUT) - المكتبة القومية الإسبانية (BNE) - نظام الضبط الاستنادي النرويجي (BIBSYS) - 1 - 2 - مكتبة لاتفيا الوطنية (LNB) - المكتبة القومية في بولندا (NLP) - مكتبة الفاتيكان (VcBA) - المكتبة القومية الإسرائيلية (J9U) |
| بحثية       | - مُتصفِّح المعلومات الأكاديمية "سيني" (CiNii) |
| فنية        | - قائمة الاتحاد لأسماء الفنانين (ULAN) |
| تراجم       | - نفائس المكتبة القومية الأسترالية (NLA Trove) |
| أخرى        | - النظام الجامعي للتوثيق (IdRef) - 1 - 2 - الشبكات الاجتماعية ونظام المحتوى المؤرشف (SNAC Ark) |